# Yulin, Chongqing
Yulin (kinesiska: 鱼鳞) är en socken i sydvästra Kina. Den ligger i häradet Wuxi i storstadsområdet Chongqing, omkring 360 kilometer nordost om det centrala stadsdistriktet Yuzhong. Antalet invånare är 5 336. Befolkningen består av 2 533 kvinnor och 2 803 män. Barn under 15 år utgör 19,0 %, vuxna 15-64 år 69 %, och äldre över 65 år 10,0 %.